# Daniel Watson
Daniel Watson (Lebensdaten unbekannt) war ein schottischer Fußballspieler.

## Karriere
Daniel Watson spielte in seiner Fußballkarriere mindestens von 1890 bis 1892 für den FC Dumbarton. Am 1. Spieltag der Saison 1890/91 debütierte er für Dumbarton gegen den FC Cowlairs im Boghead Park. Die Saison, in der Watson 18-mal zum Einsatz kam, schloss sein Team als Schottischer Meister ab. 1892 konnte der Titel aus Vorjahr verteidigt werden. Watson kam in dieser Spielzeit auf sieben Spiele.

## Erfolge
mit dem FC Dumbarton
- Schottischer Meister (2): 1891, 1892